# Platycypha picta
Platycypha picta là loài chuồn chuồn trong họ Chlorocyphidae. Loài này được Pinhey mô tả khoa học đầu tiên năm 1962.